# Rock for Light
Rock for Light è il secondo album della band statunitense Bad Brains, pubblicato nel 1983. Un primo album eponimo era stato pubblicato l'anno prima per la ROIR, etichetta di N.Y. che pubblicava solo su musicassette. Quindi questo fu il primo album della band ad essere rilasciato su vinile.

## Il disco
La maggior parte dei pezzi è una nuova versione dei pezzi pubblicati nel 1982. Il disco fu prodotto in studio da Ric Ocasek della pop band The Cars.
Sebbene la maggior parte dei pezzi sia un chiaro esempio di furioso punk hardcore, vi sono diversi pezzi con sonorità puramente dub e reggae. Essendo la band composta da rastafariani neri di origine giamaicana, diversi testi del disco parlano o fanno riferimento alla dottrina dei devoti di Jah.
Nel 1991 l'album è stato ristampato su CD in una nuova versione totalmente rimasterizzata da Ocasek e dal bassista Darryl Jenifer. Questa ristampa risulta diversa per un diverso ordine delle tracce, un missaggio finale molto diverso, extra tracks, ma soprattutto per un'alterazione della velocità dei pezzi che risultano essere più veloci e simili alle versioni che la band suonava dal vivo.
Pur essendo riconosciuto da sempre come uno degli album fondamentali nella storia del punk hardcore, ai tempi dell'uscita del disco molti sostenitori della band ne diedero un giudizio poco favorevole: continuavano a preferire le versioni dell'album pubblicato su cassetta, in quanto le nuove versioni risultavano meglio registrate e avevano forti influenze metal negli assoli e nelle parti di chitarra.

## Tracce

### Versione Originale (1982)
Side A
1. "Coptic Times" − 2:11
2. "Attitude" − 1:12
3. "We Will Not" − 1:39
4. "Sailin' On" - 1:50
5. "Rally 'Round Jah Throne" − 4:39
6. "Right Brigade" − 2:13
7. "F.V.K." − 1:00
8. "Riot Squad" − 2:07
9. "The Meek Shall Inherit the Earth" − 3:35

Side B
1. "Joshua's Song" − 0:33
2. "Banned in D.C." − 2:03
3. "How Low Can a Punk Get?" − 1:55
4. "Big Takeover" − 2:35
5. "I and I Survive" − 5:17
6. "Destroy Babylon" - 1:23
7. "Rock for Light" − 1:40
8. "At the Movies" − 2:18

### Ristampa su Cd (1991)
1. Big Takeover − 2:29
2. Attitude − 1:09
3. Right Brigade − 2:07
4. Joshua's Song − 0:32
5. I and I Survive − 5:13
6. Banned in D.C. − 1:57
7. Supertouch − 2:20
8. Destroy Babylon − 1:19
9. F.V.K. (Fearless Vampire Killers) − 0:58
10. The Meek − 3:37
11. I − 1:55
12. Coptic Times − 2:06
13. Sailin' On − 1:45
14. Rock for Light − 1:36
15. Rally Round Jah Throne − 3:58
16. At the Movies − 2:16
17. Riot Squad − 1:59
18. How Low Can a Punk Get? − 1:49
19. We Will Not − 1:34
20. Jam − 1:15

## Formazione
- H.R. - voce (nei credits compare come Joseph I)
- Dr. Know - chitarra
- Darryl Jenifer - basso
- Earl Hudson - batteria